# Walter Lantz

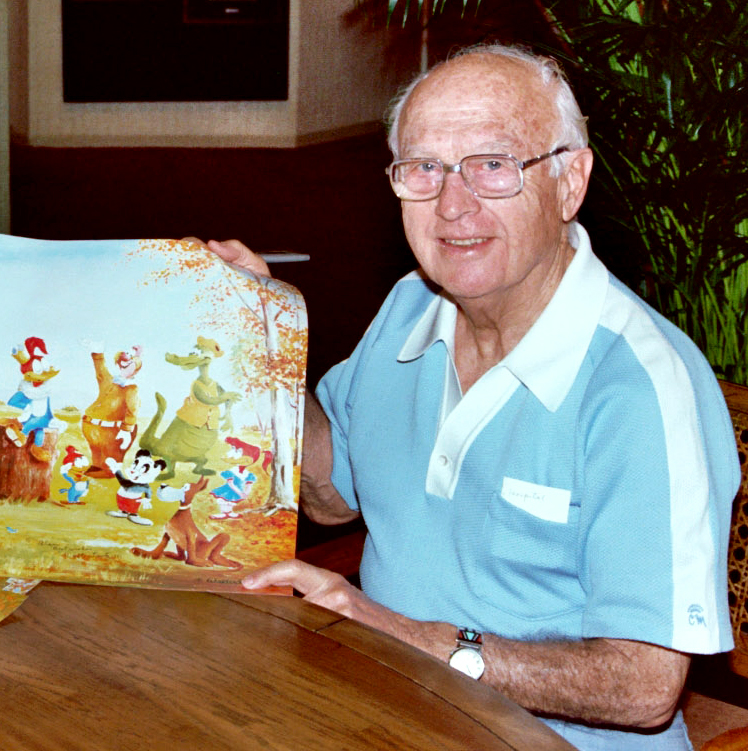
Walter Lantz

Walter Lantz (New Rochelle, New York 27 april 1899 – Burbank, Californië, 22 maart 1994) was een Amerikaans tekenfilmmaker, die zijn eigen animatiestudio had. Hij produceerde vooral korte humoristische tekenfilms waaronder de eerste tekenfilms in Technicolor.
Hij werkte aan Oswald the Lucky Rabbit tekenfilms en creëerde onder meer Andy Panda, Chilly Willy (een kouwelijke pinguïn), Wally Walrus, de Beary Family, maar zijn meest beroemde geesteskind is wel de hyperactieve specht Woody Woodpecker, waarvan hij tussen 1940 en 1972 198 korte tekenfilms uitbracht.
- Biblioteca Nacional de España: XX993745
- Bibliothèque nationale de France: cb119110129 (data)
- Gemeinsame Normdatei: 107842947
- International Standard Name Identifier: 0000 0001 1944 630X
- Library of Congress Control Number: n84222158
- Nationale Bibliotheek van Tsjechië: xx0162553
- Nederlandse Thesaurus van Auteursnamen: 069177295
- RKD-Nederlands Instituut voor Kunstgeschiedenis: 302906
- LIBRIS: 284436
- SNAC: w67d441r
- Union List of Artist Names: 500614049
- Virtual International Authority File: 7495149068548765730003